# Taxithelium trachaelocarpum
Taxithelium trachaelocarpum là một loài Rêu trong họ Sematophyllaceae. Loài này được (Ångström) Broth. miêu tả khoa học đầu tiên năm 1908.